# Oxymonadida

Oxymonadida é um grupo de protistas flagelados que vivem exclusivamente nos intestinos de térmitas e doutros insectos comedores de madeira. Similarmente aos flagelados Parabasalia, possuem bactérias simbióticas que são responsáveis pela digestão da celulose. Ambos os grupos carecem de mitocondrias e os Oxymonadida carecem também do complexo de Golgi.
A maioria destes organismos medem por volta de 50 μm e têm um único núcleo associado a quatro flagelos. Os seus corpos basais originam vários grupos de microtúbulos que formam um orgânulo denominado axostilo, o qual possui uma estrutura diferente da dos axostilos de Parabasalia. Uma fibra associada denominada preaxostilo separa os flagelos em dois pares. Alguns Oxymonadida têm múltiplos núcleos, flagelos e axostilos.[carece de fontes?]
O flagelado de vida livre Trimastix está estreitamente relacionado com o Oxymonadida. Carece de mitocondrias e tem quatro flagelos separados por um preaxostilo, no entanto, ao contrário do Oxymonadida possui um suco de alimentação. Esta característica coloca a Oxymonadida e a Trimastix entre os Excavata e, mais concretamente, nos Metamonada.